# Escantellació (geometria)

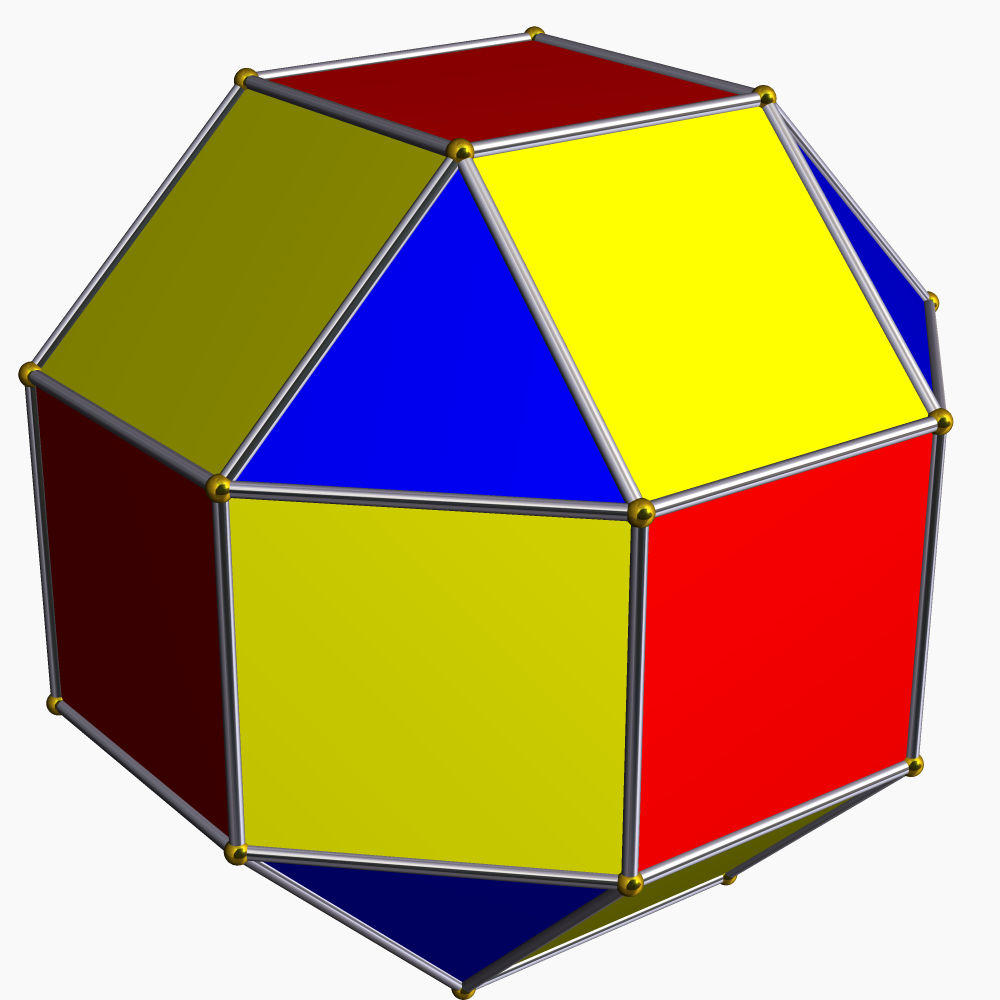
Un cub escantellat, o rombicuboctàedre: les cares vermelles estan reduïdes. Les arestes són bisellades, formant noves cares quadradees grogues. Els vèrtexs són truncats, formant noves cares blaves triangulars.

En geometria, una escantellació és una operació en qualsevol dimensió que bisella un polítop regular a les seves arestes i vèrtexs, creant una nova faceta al lloc de cadascun d'ells. L'operació també és aplicable a tessel·lacions regulars i enrajolats.